# Kjell Storelid
Kjell Storelid (* 24. října 1970 Stord) je bývalý norský rychlobruslař.
Prvních závodů Světového poháru se zúčastnil v roce 1992, roku 1994 skončil na Mistrovství Evropy pátý a na Mistrovství světa ve víceboji šestý. Největších úspěchů své kariéry dosáhl na Zimních olympijských hrách 1994, kde v závodech na 5000 m a 10 000 m získal shodně stříbrné medaile; dále byl čtrnáctý na 1500 m. Sezónu 1995/1996 vynechal, po návratu skončil pátý na kontinentálním šampionátu 1997. Startoval na Zimních olympijských hrách 1998, v závodě na 5 km dobruslil osmý, na dvojnásobné distanci byl pátý. Zúčastnil se také ZOH 2002, kde se v jediném závodě na 10 000 m umístil na osmé příčce. Po sezóně 2001/2002 ukončil sportovní kariéru.